# R (serie de televisión)
R es una serie de televisión mexicana de humor negro producida y distribuida por Viacom International Studios y Claro Video. La serie se estrenó el 27 de abril de 2020 en América Latina en Paramount Network, y el 7 de mayo de 2020 en streaming en Claro Video. Está protagonizada por Mauricio Ochmann como el personaje principal. Un total de 10 episodios de una hora fueron confirmados para la primera temporada.

## Trama
La historia gira en torno a Franco (Mauricio Ochmann), un hombre que vive una vida miserable, ya que su esposa no lo respeta, y sus hijos no le prestan atención y solo lo ven como un estorbo. Como si eso no fuera suficiente, después de un examen médico Franco descubre que tiene cáncer terminal, y decide vivir su vida al máximo sin preocuparse por nada. En su locura desenfrenada, asesina a un narcotraficante en defensa propia y más tarde se entera de que el certificado médico que indica que tenía cáncer resultó ser falso. Así que ahora Franco debe huir de la justicia y de los socios del narcotraficante que asesinó.

## Reparto
- Mauricio Ochmann como Francisco «Franco» Barrón
- Paulina Dávila como Magali[2]
- Jesús Zavala como Juan Vallarta[2]
- Marco de la O como Fidel[2]
- Plutarco Haza como Eugenio Peralta[2]
- Guillermo Quintanilla como San Clemente[2]
- Gala Montes como Clara Langarica[2]
- Mario Escalante como El Bebé
- Lourdes Gazza como Ivana[2]
- Pakey como Tristán[2]
- Darío T. Pie como Eliseo Vega[2]
- Luis Fernando Peña como El Conejo[2]
- Ari Brickman como Lorenzo Langarica[2]
- Renato Gutiérrez como Pablo Barrón[2]
- Axel Castro como Nacho Gallegos[2]
- Enrique Arreola como Carmona[2]
- Carolina Anzures como Brenda Barrón[2]
- Valeria Vera como Nastalia Romero[2]
- Yuriria del Valle como Erica[2]
- Andrés Almeida como Francisco Barón[2]